# Robert Bork
Robert Heron Bork (1. března 1927 — 19. listopadu 2012) byl americký teoretik práva a soudce. Byl profesorem práva na Yale, specializoval se na antitrustovou politiku. Byl zastáncem doktríny ústavního originalismu, tedy přesvědčení, že má být Ústava Spojených států amerických vykládána v souladu s původními záměry jejich tvůrců, nikoliv v kontextu současné společnosti. V roce 1987 ho Ronald Reagan navrhl na funkci soudce Nejvyššího soudu, ale senát ho odmítl. Senátor Edward Kennedy o něm při jednání o jmenování soudcem řekl: „Amerika Roberta Borka je zemí, v níž budou ženy podstupovat pokoutné potraty, černoši budou obědvat v segregovaných jídelnách, zdivočelá policie se bude vlamovat do dveří občanů, školáci se nebudou smět učit evoluci, vláda bude moci cenzurovat autory a umělce dle svých rozmarů a dveře federálních soudů budou přibouchnuty před nosem milionům občanů, pro něž je soudnictví ochráncem – často jediným – jejich individuálních práv…“. Bork tato slova odmítl.